# Siphonaria concinna
Siphonaria concinna is een slakkensoort uit de familie van de Siphonariidae. De wetenschappelijke naam van de soort is voor het eerst geldig gepubliceerd in 1823 door Sowerby I.